# Salchicha pequeña en salchicha grande
La salchicha pequeña en salchicha grande es un aperitivo inventado en Taiwán a finales del siglo XX. Se elabora enrollando un trozo de salchicha de cerdo taiwanesa en una salchicha de arroz glutinoso ligeramente mayor y más gruesa, sirviéndose normalmente a la parrilla de carbón. Puede compararse con un perrito caliente. Hay versiones más elaboradas a la venta en los mercados nocturnos de Taiwán, con condimentos tales como el bokchoi encurtido, el ajo, el wasabi y la pasta espesa de salsa de soja.
- Datos: Q707788
- Multimedia: Small sausage in large sausage / Q707788